# Danvers Osborn (3e baronnet)
 Danvers Osborn, 3e baronnet (17 novembre 1715 - 12 octobre 1753), sert brièvement en 1753 comme gouverneur colonial de la Province de New York. Pendant le soulèvement jacobite, il lève et commande des troupes pour soutenir le roi. Il est député de Bedfordshire (1747-1753). En 1750, il se rend en Nouvelle-Écosse et fait partie de l'administration coloniale. Il a un tempérament mélancolique, comme on l'appelait alors, et s'est suicidé à New York peu de temps après son entrée en fonction.

## Jeunesse
Osborn est né le 17 novembre 1715, dans le village de Chicksands (Shefford (Bedfordshire), Angleterre), qui est le siège de la famille Osborn. Son père est John Osborn, fils aîné de John Osborn, 2e baronnet. Sur les quatre générations précédentes de parents paternels, deux grands-mères (Doroty Danvers et Eleanor Danvers) appartiennent à la lignée Danvers. La mère d'Osborn est Sarah Byng fille de George Byng, 1er vicomte Torrington, et sœur de l'amiral John Byng. En 1720, il succède à son grand-père comme baronnet.
Il épouse Mary Montagu, le 25 septembre 1740. Elle est de la 8e génération de la lignée d'Henri VIII. Son père est George Montagu (1er comte d'Halifax), tandis que son frère George Montagu-Dunk devient le 2e comte. Ils ont deux enfants, dont l'aîné s'appelle George Osborn (4e baronnet) (en). Cependant, en 1743, Lady Montagu meurt après avoir accouché du deuxième enfant. Osborn est très affectée par ce décès pour le reste de sa vie. Au cours des années suivantes, Osborn est un invité fréquent au manoir Montagu-Dunk de Horton (Northamptonshire).

## Carrière politique
Lorsque Charles Édouard Stuart se rebelle en 1745 (soulèvement jacobite de 1745) au nom de la Maison Stuart, Osborn lève des troupes pour soutenir le roi George II, commandant ces forces au combat, au sein du régiment du colonel Bedford, sous le duc de Cumberland.
Par la suite, Osborn représente le Bedfordshire en tant que député (1747–1753). En 1750, à la suite du 2e comte de Halifax, qui préside la Commission du Commerce et fonde la ville de Halifax en Nouvelle-Écosse, Danvers Osborn se rend en Nouvelle-Écosse pendant six semaines, s'intégrant au Conseil de la Nouvelle-Écosse (août). Là-bas, Osborn suit de nombreuses questions, telles que l'approvisionnement des nouveaux colons, la rémunération des travailleurs de la construction des projets royaux et la réglementation du commerce local, qui fonctionne alors le dimanche malgré les préceptes bibliques. S'occuper de tant de questions locales permet à Osborn de gagner l'estime des colons. De retour en Angleterre, en décembre, il discute des questions d'Halifax avec les fonctionnaires officiels du commerce et des plantations.
En mai 1753, la Commission du Commerce recommande que Danvers Osborn soit le prochain gouverneur royal de la province de New York. En juillet, sa nomination est approuvée. Après son arrivée le 6 octobre, Osborn est accueilli officiellement par le maire et les députés de New York et prend officiellement ses fonctions le 10 octobre. Son secrétaire personnel est l'Anglais Thomas Pownall.
Le 12 octobre 1753, le cadavre d'Osborn est retrouvé dans le jardin de la maison dans laquelle il est logé, qui appartenait à un conseiller municipal. Le corps présente des preuves d'étranglement. James DeLancey, le lieutenant-gouverneur qui est devenu gouverneur par intérim à la mort d'Osborn, déclare au Board of Trade qu'Osborn a eu un comportement mélancolique, qui témoignait d'un grand trouble psychologique. Historiquement, une telle dépression provoquant le suicide d'Osborn est attribuée au chagrin de sa femme perdue. Le New York Post a rapporté sa mort et a donné des détails sur la dernière semaine de sa vie avant son suicide.
Initialement, Osborn est enterré à la Trinity Church de New York. En 1754, ses restes sont transportés à la paroisse natale d'Osborn en Angleterre (Chicksands), où il a été ré-enterré.